# Santos Díez González
Santos Díez González (Villasarracino, provincia de Palencia,  1743 - Madrid, 1804), crítico literario y traductor español del Neoclasicismo.

## Biografía
Se ordenó de prima tonsura en el Seminario de San José y estudió Filosofía y Teología en el convento de dominicos de San Pablo, todo ello en Palencia. Con el grado de bachiller en Teología se trasladó a Madrid, donde fracasó consecutivamente en varias oposiciones a cátedras de Latín, Filosofía moral y Lógica. Fue nombrado pasante de las cátedras de Rudimentos (1777), Sintaxis y Poética, esta última en sustitución de Nicolás Fernández de Moratín. Sucedió a Ignacio López de Ayala en los cargos de censor de comedias desde 1789 hasta su muerte, y en la cátedra de Retórica y Poética en los Reales Estudios de San Isidro. 
Sus censuras defienden las tres unidades aristotélicas. Escribió una Idea de la reforma de los Theatros públicos de Madrid (30 de mayo de 1797) que, aprobada en 1799, supuso la creación de una Junta de Reforma de los Teatros en la que participó como censor y cuyo fracaso le dejó tan deprimido que, al parecer, influyó en su fallecimiento. Fue asimismo miembro de la Real Academia de Sagrada Escritura de Madrid.
Como crítico neoclásico su obra más importante son las Instituciones poéticas (Madrid: Benito Cano, 1793), tratado amplio y sistemático compuesto por un prólogo, un discurso preliminar y seis libros que tratan sobre la "poesía en general" (traducción del que escribió el abate Massieu en 1706), "epopeya", "poesía dramática en general", "poesía dramática en particular", "poemas menores" e "historia poética o mitología". El "Discurso preliminar" es en realidad una traducción de Guillaume Massieu (1665-1722), pero se muestra innovador especialmente en el estudio del género dramático e incluso incluye y estudia un subgénero nuevo, que denomina "tragedia urbana", en la época llamada comédie larmoyante o comedia lacrimógena, que ya había valorado Denis Diderot. En general se trata de una poética clasicista que sigue prácticamente en todo la de Ignacio de Luzán, pero añade datos muy importantes y novedosos especialmente en cuanto a géneros literarios. Ataca el teatro popular, que solo pretende deleitar y no educar, así como el género de la tragicomedia y el drama heroico. Muy vívida es su descripción de los tipos de caracteres que las comedias pretenden corregir:
La charlatanería de los falsos Eruditos, los enredos de un Tunante, las intrigas de un Pretendiente, las Modas, los Petimetres, los Tramposos, los Estafadores, los Mentirosos, los falsos Alquimistas, los Baladrones, los proyectistas míseros, los Viajeros habladores, los malos Poetas, los Viejos impertinentes, las Damas melindrosas, los falsos Duendes, la casa de las Brujas, los Saludadores, los Zaoríes, el Soldados fanfarrón, los Curanderos, las Viejas andorreras, las falsas Beatas, las Gazmoñas, el Tutor avariento, el Viejo enamorado, el Ayo hipócrita, el Rico mentecato, el Gurrumino, la Muchacha bolera, el Maestro de cantar, la Dama boba, el Agente atolondrado, el Ceremonioso, el Pedante, la Dama etiquetera, el Caballero hinchado, el Antiquario, el Papelista, el Pegote, el Filósofo impostor, la Viuda posadera, el Memorialista, la Vieja prendera, el Bufón, el Genealogista, el Señorito mimado, la Poltronería, y otros defectos semejantes y sujetos de carácter igualmente ridículo (Instituciones Poéticas, pp. 130-131).
Editó el Discurso de las letras humanas, llamado el Humanista, que según D. Nicolás Antonio escribía en el año de 1600 D. Baltasar de Céspedes, Yerno del Brocense y que sale á luz la primera vez por Don Santos Diez González (Madrid, 1784). Compuso comedias originales (la tragedia Saúl, y las comedias El valor sin ambición y el Amor afortunado, Abdolomino -también llamada La lealtad más constante con el Rey, la ley y el honor-) y también las tradujo del francés (El casamiento por fuerza, de E. L. Billardon de Sauvigny) y del Latín (Anfitrión de Plauto, por ejemplo). 
Se le debe, asimismo, una traducción de las Instituciones filosóficas (Madrid, 1787) del padre François Jacquier, importante tratado de física y química, y, del italiano, tradujo junto con Manuel de Valbuena Conversaciones de Lauriso Tragiense id est, Giovanni Antonio Bianchi, Pastor Arcade, sobre los vicios y defectos del teatro moderno, y el modo de corregirlos y enmendarlos (Madrid: Imprenta Real, 1798). Por orden real tradujo la Lógica de Cesare Baldinotti.

## Obras
- Tabla, o breve relación apologética del mérito de los españoles en las ciencias, las artes, y todos los demás objetos dignos de una nación sabia y culta, Madrid, Blas Roman, 1786.
- Memorial sobre la reforma de los teatros de la Villa de Madrid, 2 de febrero de 1789.
- Instituciones poéticas, con un discurso preliminar en defensa de la poesía y un compendio de la historia poética o mitología... (Madrid: Benito Cano, 1793),
- Idea de la reforma de los Theatros públicos de Madrid, manuscrito fechado el 30 de mayo de 1797.
- El casamiento por fuerza (1797) comedia, trad. de E. L. Billardon de Sauvigny
- Saúl, tragedia.
- Anfitrión, comedia traducida de Plauto.
- El valor sin ambición y el Amor afortunado, comedia.
- Abdolomino, comedia también llamada La lealtad más constante con el Rey, la ley y el honor.